# Esopo (historiador)
Esopo (em latim: Aesopus; em grego clássico: Αίσωπος) foi um historiador grego que escreveu sobre a vida de Alexandre, o Grande. O original está perdido, mas existe uma tradução em latim do mesmo por Júlio Valério, do qual Franciscus Juretus diz possuir um manuscrito. Foi publicado pela primeira vez, no entanto, por A. Mai a partir de um manuscrito da Biblioteca Ambrosiana, Milão, em 1817. O título é Itinerarium ad Constantinum Atigustum, etc.: accedunt Julii Valerii Res gestae Alexandri Macedonis, etc.
A época em que Esopo viveu é incerta, e até mesmo a sua existência tem sido questionada. Mai, no prefácio de sua edição, sustentou que a obra foi escrita antes de 389, porque o Templo de Serápis, em Alexandria, que foi destruído por ordem de Teodósio I, é mencionado na tradução como ainda estando de pé. Porém, sérias objeções a essa inferência têm sido levantadas por Jean Antoine Letronne, que remete-o para o século VII ou VIII, para onde as evidências mais fortes apontam. O livro contém muitos erros factuais, e é desacreditado por muitos historiadores.